# Lisa Hill
Lisa Hill (1966–1974 augusztus) életéről igen keveset tudni annak ellenére, hogy az ő halála ihlette meg Katherine Patersont, hogy megírja a Híd Terabithia földjére című regényt.

## Élete
Lisának két testvére volt, egy fiú és egy lány. 1973-ban a Hill család a Takoma Park-ba költözött, Washington külvárosába. Az ekkor hétéves Lisa ott ismerkedett meg a szintén hétéves David L. Patersonnal és hamar szoros barátság szövődött közöttük. Addig mindketten magányosak, kirekesztettek voltak, amolyan csodabogarak. David a szomszédban lakott, ráadásul egy osztályba jártak a Takoma Park Elementaryba, így szinte minden idejüket együtt töltötték. Gyakran játszottak a Hill család háza mögött húzódó erdőben. Lisának nagyon fejlett képzelőereje volt, általában ő találta ki a játékokhoz szükséges történeteket.

## Halála
1974 augusztusában Lisa Hill anyjával és két testvérével New Jerseybe utaztak és a napot egy strandon töltötték. Az ég derűs volt és szikrázott a nap, de a horizonton már gyülekeztek a viharfelhők. Lisa a parton napozott, lábát a vízbe lógatva, amikor váratlanul belecsapott a villám. Azonnal meghalt.
Katherine és David egy telefonhívásból értesült a tragédiáról.
A Takoma Park-i általános iskola (TPES, Takoma Park Elementary School) egy fát ültetett a kislány emlékére az iskola udvarán. 2004-ben a suli komoly felújításon és fejlesztésen esett át, melynek során a fát kivágták. Ann Riley, aki a Kongresszusi Könyvtár gyermekrészlegének vezetője volt és maga is ebbe az iskolába járatta gyermekét, megismerkedett a történettel és elhatározta, megszervezi a fa újraültetését. Az érintettek felkutatásában segítségére volt Zadia Broadus (most Zadia Gadsden), a TPES igazgatója.
2005 áprilisában egy megemlékezés keretében megtörtént a faújraültetés, melyen mind az öt érintett részt vett Beszédet mondott Katherine Paterson is.

## Hatása
Lisa Hill halála ihlette meg Katherine Patersont, hogy fia, David L. Paterson visszaemlékezéseiből megírja a Híd Terabithia földjére (Bridge to Terabithia) című Newbery díjas regényt. A könyv három évvel Lisa halála után jelent meg.